# Ogmoconcha
Ogmoconcha is een geslacht van uitgestorven kreeftachtigen uit de klasse van de Ostracoda (mosselkreeftjes).

## Soorten
- Ogmoconcha (Hermiella) circumvallata (Dreyer, 1967) Harloff, 1993 †
- Ogmoconcha (Hermiella) comes (Malz, 1975) Harloff, 1993 †
- Ogmoconcha (Hermiella) dorsotuberosa (Kristan-Tollmann, 1987) Harloff, 1993 †
- Ogmoconcha (Hermiella) hastata (Kristan-Tollmann, 1987) Harloff, 1993 †
- Ogmoconcha (Hermiella) intercedens (Dreyer, 1967) Malz & Nagy, 1989 †
- Ogmoconcha (Hermiella) timorensis (Kristan-Tollmann, 1987) Harloff, 1993 †
- Ogmoconcha (Ogmoconcha) nordvikensis Lev, 1958 †
- Ogmoconcha (Ogmoconcha) olenekensis Lev, 1958 †
- Ogmoconcha (Ogmoconcha) ornata Gerke & Lev, 1958 †
- Ogmoconcha (Ogmoconcha) schneideri Lev, 1958 †
- Ogmoconcha (Ogmoconcha) tigjanica Lev, 1958 †
- Ogmoconcha alaskaensis Sohn in Sohn & Sando, 1987 †
- Ogmoconcha blakei (Sohn, 1968) Depeche & Crasquin-Soleau, 1992 †
- Ogmoconcha circumvallata (Dreyer, 1967) Malz, 1975 †
- Ogmoconcha comes Malz, 1975 †
- Ogmoconcha convexa Boomer, 1991 †
- Ogmoconcha crassa Reschetnikova, 1984 †
- Ogmoconcha dentata (Issler, 1908) Malz, 1971 †
- Ogmoconcha ellipsoidea (Brady, 1872) Lord, 1971 †
- Ogmoconcha eocontractula Park, 1984 †
- Ogmoconcha inflata (Ainsworth, 1987) Boomer, 1992 †
- Ogmoconcha intercedens (Dreyer, 1967) Malz, 1971 †
- Ogmoconcha limbata (Reuss, 1868) Urlichs, 1972 †
- Ogmoconcha longula Gerke & Lev, 1958 †
- Ogmoconcha magna Gerke & Lev, 1958 †
- Ogmoconcha marquardti Sohn in Sohn & Sando, 1987 †
- Ogmoconcha nordvikensis Lev, 1958 †
- Ogmoconcha olenekensis Lev, 1958 †
- Ogmoconcha ornata Gerke & Lev, 1958 †
- Ogmoconcha ovata Lev, 1958 †
- Ogmoconcha owthorpensis (Anderson, 1964) Bate, 1978 †
- Ogmoconcha reticulata (Kristan-Tollmann, 1980) Depeche & Crasquin-Soleau, 1992 †
- Ogmoconcha rotunda (Dreyer, 1967) Riegraf, 1985 †
- Ogmoconcha schneideri Lev, 1958 †
- Ogmoconcha tailleuri Sohn in Sohn & Sando, 1987 †
- Ogmoconcha tigjanica Lev, 1958 †
- Ogmoconcha transversa (Gruendel, 1970) Park, 1989 †
- Ogmoconcha unicerata Sohn in Sohn & Sando, 1987 †
- Ogmoconcha znetkovi Reschetnikova, 1984 †